# Milk and Honey Pictures
Milk and Honey Pictures je produkční společnost se sídlem v České republice. Mezi její produkce patří filmy Kokain, Blade 2, Stíhači Red Tails, Děti planety Duna, Van Helsing, Wanted a The Adventurers.
Společnost byla založena v roce 2000. Jejím zakladatelem je Tomáš Krejčí, který je také majitelem společnosti Prague Studios, která provozuje filmové ateliery v Letňanech. Spolumajitelem je Radomír Dočekal. Společnost má pobočky v Praze, Los Angeles, Kapském Městě, Santiago de Chile a v Perthu.

## Práce

### Film a televize (výběr)
| Rok  | Titul                      | Typ       | Žánr                                | Režisér                                     | Herci                                            | Další produkční společnosti | Poznámky  | Ref.  |
| ---- | -------------------------- | --------- | ----------------------------------- | ------------------------------------------- | ------------------------------------------------ | --- | --------- | ----- |
| 2000 | Duna                       | TV seriál | Sci-Fi, Drama, Fantasy              | John Harrison                               | William Hurt                                     | New Amsterdam Entertainment, Blixa Film Produktion, Hallmark Entertainment |           |       |
| 2001 | Deník Anne Frankové        | TV Film   | Drama, Válečný, Životopisný         | Robert Dornhelm                             | Hannah Taylor-Gordon, Ben Kingsley               | Dorothy Pictures, Touchstone Television |           |       |
| 2002 | Blade 2                    | Film      | Akční, Fantasy, Horor, Thriller     | Guillermo del Toro                          | Wesley Snipes, Kris Kristofferson                | Marvel Enterprises, Amen Ra Films, Imaginary Forces |           |       |
| 2003 | Děti planety Duna          | Minisérie | Dobrodružný, Sci-Fi, Drama, Fantasy | John Harrison                               | Alec Newman, Julie Cox                           | |           |       |
| 2012 | Defiant Requiem            | Film      | Dokumentární, Historický            | Doug Shultz                                 | Bebe Neuwirth                                    | Partisan Pictures |           | [ 4 ] |
| 2014 | Bang Bang!                 | Film      | Akční, Dobrodružný, Komedie         | Siddharth Anand                             | Katrina Kaif,Hrithik Roshan                      | Fox Star Studios |           |       |
| 2015 | Jen my víme kde            | Film      | Romantický, Drama                   | Sü Ťing-lej                                 | Wang Li-kchun                                    | Kaila Pictures Co Ltd |           | [ 5 ] |
| 2017 | Bitva kuchařů              | Film      | Drama, Komedie                      | Raymond Yip                                 | Nicholas Tse, Anthony Wong                       | Emperor Motion Pictures, Wanda Pictures |           |       |
| 2017 | The Adventurers            | Film      | Dobrodružný, Akční                  | Stephen Fung                                | Andy Lau, Qi Shu, Jean Reno                      | Infinitus Entertainment, Flagship Entertainment Group, Gravity Pictures Film Production, China Film Co., Shanghai Alibaba Pictures, Media Asia Distribution (Beijing), Orient Imagine Entertainment, Mannix Pictures, Jebsen Culture |           | [ 6 ] |
| 2020 | Láska napříč časoprostorem | Film      | Drama, Romantický                   | Tingting Yao                                | Hong-Chi Lee, Wei Fan                            | Ivy Ho, William Kong |           |       |
| 2020 | Haunted                    | TV seriál | Horor                               | Jan Pavlacký                                | Jakub Spišák,                                    | Netflix | 3. sezóna | [ 7 ] |
| 2022 | Nadace                     | TV seriál | Sci-Fi, Drama                       | David S. Goyer, Alex Graves, Roxann Dawson, | Jared Harris, Lee Pace, Slaney Power, Laura Birn | Skydance Television | 2. sezóna |       |